# Saturnino Bello
Saturnino Bello (São Luís, 8 de outubro[carece de fontes?] de 1890 —  16 de janeiro de 1951) mais conhecido com Satu, foi um político brasileiro.
Foi governador do Maranhão, de 16 de fevereiro de 1946 a 10 de abril de 1947. Na década de 1950, candidatou-se novamente ao cargo, depois de romper com Vitorino Freire, porém depois de uma eleição conturbada, e envolta de denúncias de fraude, foi derrotado. Faleceu no dia 16 de janeiro de 1951 em decorrência de um Acidente Vascular Cerebral (AVC).

## Origens e formação
Saturnino Bello nasceu em 1890 na capital maranhense São Luís. Pouco se conhece sobre sua formação intelectual inicial, mas fontes indicam que foi advogado e ocupou cargos na Procuradoria do Estado do Maranhão antes de ingressar na política ativa. De origem familiar local, destacou-se como técnico em assuntos jurídicos e administrativos do governo estadual. Em 1946 já figurava na imprensa como “o interventor federal Saturnino Bello” do Maranhão, o que atesta sua posição de destaque no quadro político e burocrático do estado. Contraiu matrimônio com Maria Lúcia de Gallas (natural do Pará) e teve filhos, entre eles Fernando Raimundo de Gallas Bello e Maria Teresa Bello de Freitas

## Trajetória política inicial
A carreira política de Saturnino Bello consolida-se no contexto do retorno da democracia. Em fins de 1945, com o fim do Estado Novo, foram realizadas eleições estaduais em dezembro de 1945 para a Assembleia Constituinte do Maranhão. As apurações daquela eleição levaram à escolha de Eleazar Campos como governador (interventor nomeado anteriormente) e indicaram Saturnino Bello como interventor federal a partir de 16 de fevereiro de 1946. Já naquele período prévio às eleições de 1947, Bento Viana liderava o PSD local sem interferência de Vitorino Freire. Durante esse interregno, Saturnino Bello consolidou-se como auxiliar do governo estadual e integrou organogramas oficiais, especialmente no Tribunal de Contas e na área jurídica, prestando serviços ao governo maranhense.
Em sua gestão provisória como chefe do Executivo estadual (Entre fevereiro de 1946 até abril de 1947), sua atuação teve ênfase em modernizar a máquina pública e a educação. Um exemplo notório foi o decreto estadual que reformulou o ensino normal e primário do estado, conforme normas federais recentes. Outro feito institucional marcante foi a criação do Tribunal de Contas estadual em dezembro de 1946, encerrando o antigo Conselho Administrativo e iniciando uma nova fase de fiscalização contábil no Maranhão. Seus correligionários e a imprensa da época destacaram sua iniciativa em enfrentar deficiências do ensino no interior do estado, o que demonstra preocupação com a assistência aos professores e escolas rurais

## Atuação Política
Nomeado interventor federal, Saturnino Bello governou o Maranhão no período crítico da transição democrática. Apesar da curta duração do mandato (fevereiro de 1946 a abril de 1947), ele promoveu ações administrativas de relevo. Ele combateu problemas no interior relacionados à remuneração de professores, enfrentando tais questões “com ânimo deliberado”. No final de 1946, decretou-se a reorganização do sistema de ensino estadual (Decreto-Lei nº 1.462, adaptando leis federais). Além disso, deu início ao funcionamento do recém-criado Tribunal de Contas do Maranhão, instalado em 2 de janeiro de 1947, instituindo o controle fiscal sobre os gastos públicos. Seu governo interventor também modernizou setores da administração pública, fomentando obras de infra‑estrutura e reorganizando secretarias estatais (especialmente Justiça, Fazenda e Educação). Esses projetos institucionais lançaram bases que influenciaram a gestão pública local em décadas posteriores.
Após a redemocratização, o primeiro governo civil eleito (1947–1951) teve Sebastião Archer como governador. Saturnino Bello foi indicado para vice-governador em eleição indireta pelo parlamento estadual. Em sessão solene da Assembleia Legislativa de 13 de outubro de 1947, ele foi eleito ao cargo, obtendo 57 votos favoráveis contra 8 do deputado rival. O próprio governador Archer saudou a escolha, enfatizando as qualidades de “patriota e homem da sociedade” atribuídas a Bello. Assim, Saturnino Bello exerceu o vice-governo a partir de abril de 1947. No cargo, acumulou o vice-executivo com outras funções (presidência da Assembleia, por exemplo, cabia ao titular empossado). Esse período coincidiu com disputas internas do PSD maranhense: ele alinhou-se à ala oposicionista de Clodomir Cardoso e Genésio Rego, que questionava a hegemonia do senador Vitorino Freire.

## Cronologia
- 8 de outubro de 1890 – Nasce em São Luís do Maranhão Saturnino Brasileiro Bello, “Satu”, filho de família tradicional local. [carece de fontes]
- Início do século XX – Forma-se em Direito e atua como advogado na Procuradoria-Geral do Estado do Maranhão, exercendo cargos na Procuradoria e como consultor jurídico de secretarias estaduais.
- 2 de dezembro de 1945 – Participa como liderança política nas primeiras eleições estaduais após o fim do Estado Novo; o pleito para Assembleia Constituinte do Maranhão define intervenções federais e abre caminho para sua nomeação.
- 16 de fevereiro de 1946 – Empossado interventor federal do Maranhão pelo presidente Eurico Gaspar Dutra, conduzindo o Estado na transição de poder, sucedendo Eleazar Campos e preparando o terreno para eleições livres.[7]
- 30 de dezembro de 1946 – Promulga o Decreto-Lei nº 134, criando o Tribunal de Contas do Estado do Maranhão, instalado em 2 de janeiro de 1947 no Palácio dos Leões, com os conselheiros Humberto Pinho Fonseca, Celso Ribeiro de Aguiar, Cícero Neiva Moreira e Joaquim Salles Itapary.[8]
- 1946–1947 – Reforma o sistema de ensino normal e primário do Maranhão por meio de normas federais e decretos estaduais; destaca-se o Decreto-Lei nº 1 462/1946, publicado em *Diário Oficial* e respaldado por circular do Ministério da Educação e Saúde Pública.[9]
- 10 de abril de 1947 – Encerra a interventoria federal, entregando o governo ao civil eleito João Pires Ferreira, após eleições diretas realizadas em janeiro de 1947, garantindo a primeira transição democrática do período.
- 13 de outubro de 1947 – É eleito vice-governador do Maranhão pela Assembleia Legislativa, recebendo 57 dos 65 votos, atuando ao lado do governador Sebastião Archer e presidindo comissões estaduais.[10]
- 1950 – Rompe com o grupo político de Vitorino Freire e candidata-se ao governo do Maranhão; disputa marcada por denúncias de fraude nas urnas, tumulto em seções eleitorais e contestação judicial, sendo derrotado.[11]
- 16 de janeiro de 1951 – Falece em São Luís em decorrência de Acidente Vascular Cerebral, aos 60 anos; velório e funeral reunem autoridades do Executivo, Judiciário e membros da Ordem dos Advogados do Brasil – seção Maranhão.[12]